# Cantos de Chile (Presente/Ausente)
Presente… ausente… cantos de Chile, también conocido como Violeta Parra presente… ausente…, es un álbum doble póstumo de la folclorista chilena Violeta Parra, fue distribuido por el sello francés Le Chant du Monde en 1975 y recopila sus dos primeros EP de 1956 —Chants et danses du Chili I y II—, los temas descartados de aquella grabación, y la canción inédita «El gavilán», de 1964.
Chants et danses du Chili I constituye de hecho el debut oficial de Parra, sus pistas se grabaron en París, Francia, y se trata de una recopilación de música folclórica que Violeta utilizó para dar una muestra del panorama musical chileno en las tierras europeas. Entre las canciones se encuentran dos composiciones propias, «La jardinera» y «Violeta ausente», que más tarde se editaron varias veces como sencillos o en otros álbumes.
Existen diversas ediciones de este grupo de canciones, donde Violeta se hace acompañar exclusivamente por una guitarra acústica. En 1999, Warner editó una nueva selección de estas grabaciones con el título de Cantos campesinos.

## Primera edición (Guitare et Chant: Chants et Danses du Chili)
- Editada por el sello Le Chant du Monde en Francia, 1956.
- Todos los temas del folclore chileno, excepto donde se indique.

### Lado A
1. Aquí Se Acaba Esta Cueca (Cueca)
2. Ausencia (Habanera)
3. Miren Cómo Corre el Agua (Cueca)
4. Versos por el Apocalipsis
5. Parabienes a los Novios
6. Casamiento de Negros (Parabién)
7. Dicen Que el Ají Maúro (Cueca)

### Lado B
1. La Refalosa (Danza)
2. Paimití (Canción pascuense)
3. El Palomo (Chapecao)
4. Viva Dios, Viva la Virgen
5. Cantos a lo Divino (Habanera)
6. Meriana (Canción pascuense)

## Segunda edición (Presente/Ausente)
El sello Le Chant du Monde editó todas las canciones grabadas en 1956 en este doble LP. Se agregó "El Gavilán, Gavilán", grabación realizada en 1964 en París.
En la lista de canciones se indican los títulos con los que fueron publicadas las respectivas canciones. Donde corresponda, se denota entre paréntesis el título que da Violeta a cada canción al principio de la grabación, y se señalan las temáticas que ordenan las grabaciones en este álbum, preservando el orden que les dio la intérprete
- Todos los temas del folclore chileno, excepto donde se indique.

### Disco 1

#### Lado A
1. El Primer Día del Señor [Versos por el Apocalipsis] (Canto a lo divino)
2. Entre Aquel Apostolado [Tres Cantos a lo Divino] (Canto a lo divino)
3. Hay una Ciudad Muy Lejos [Versos por Ponderación] (Canto a lo divino)
4. En el Portal de Belén [Alulú] (Villancico)
5. Tres Cuecas Punteadas [Cuecas Punteadas] (Instrumental)[n. 1]
6. Tres Polkas Antiguas [Tres Polkas] (Instrumental)[n. 1]

#### Lado B
1. Viva la Luz de Don Creador [Parabienes a los Novios] (Parabién)
2. Los Paires Saben Sentir [Lágrimas de Caravaña] (Parabién)
3. Viva Dios, Viva la Virgen (Parabién)
4. Casamiento de Negros (Parabién)[n. 2]
5. Arriba de Aquel Árbol [La Refalosa] (Refalosa)[n. 3]
6. Qué Pena Siente el Alma (Vals)[n. 4]
7. Ausencia (Habanera)[n. 1]
8. El Palomo (Chapecao)[n. 5]

### Disco 2

#### Lado A
1. Violeta Ausente (Violeta Parra) (Tonada)
2. Me Voy, Me Voy (Tonada)[n. 6]
3. Miren Cómo Corre el Agua (Cueca punteada)
4. La Jardinera (Violeta Parra) (Tonada)[n. 7]
5. Dicen Que el Ají Maúro (Cueca)[n. 8]
6. Dónde Estás Prenda Querida (Tonada)
7. Ojos Negros Matadores (Cueca)
8. Aquí Se Acaba Esta Cueca (Cueca)

#### Lado B
1. El Gavilán, Gavilán (Violeta Parra)
2. Meriana (Canción pascuense)
3. Paimití (Canción pascuense)

## Tercera edición (Cantos Campesinos)
Edición impulsada por Warner Music, es la disponible en las disquerías en la actualidad. Omite seis canciones («Tres Cuecas Punteadas», «Tres Polkas Antiguas», «Me Voy, Me Voy», «Dicen Que el Ají Maúro», «Meriana» y «Paimití») respecto de las grabaciones originales de 1956. «El Gavilán, Gavilán» aparece ahora en el disco Composiciones para Guitarra.
Se listan los temas como se mencionan en el disco.
1. El Primer Día del Señor
2. Entre Aquel Apostolado
3. Versos por Ponderación
4. Alulú
5. Arriba de Aquel Árbol
6. Viva la Luz de Don Creador
7. Los Paires Saben Sentir
8. Viva Dios, Viva la Virgen
9. Casamiento de Negros
10. Qué Pena Siente el Alma
11. Ausencia
12. El Palomo
13. Miren Cómo Corre el Agua
14. Dónde Estás Prenda Querida
15. Ojos Negros Matadores
16. Aquí Se Acaba Esta Cueca
17. La Jardinera
18. Violeta Ausente

## Reedición 2010
Con motivo de la reedición de una gran parte de la discografía de la folclorista en la compilación Obras de Violeta Parra: Musicales, Visuales y Poéticas lanzada durante 2010, este disco fue relanzado al mercado en formato CD, con nueva carátula y manteniendo el título Cantos Campesinos. Al repertorio de 18 canciones de la edición anterior, se agregan las dos recopilaciones en formato pascuense, «Meriana» y «Paimití», para totalizar 20 pistas.